# Port sèrie

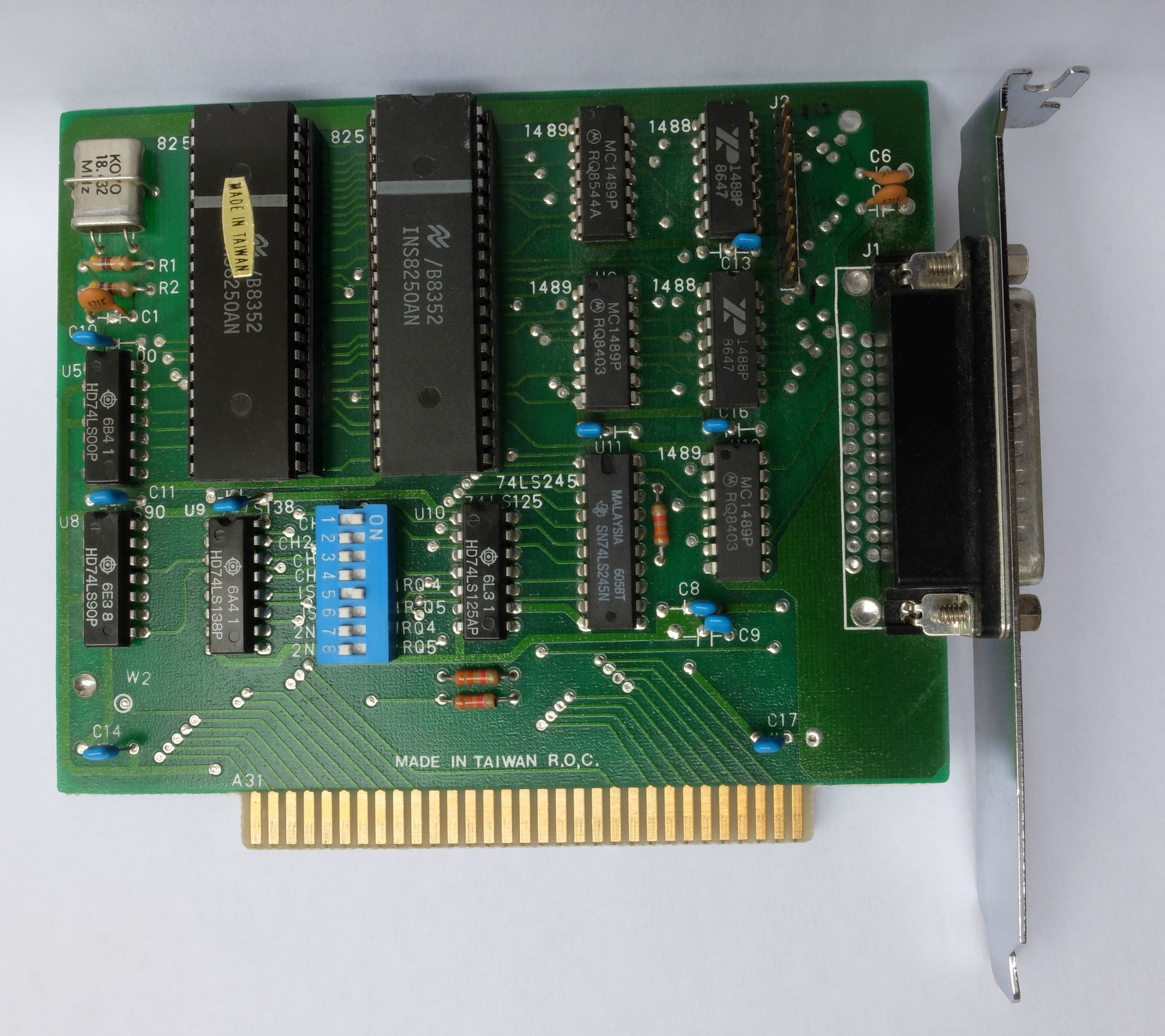
Targeta sèrie RS232 de l'IBM PC.

Als ordinadors, un port sèrie és una interfície de comunicació sèrie a través de la qual la informació es transfereix o surt seqüencialment un bit a la vegada. Això contrasta amb un port paral·lel, que comunica diversos bits simultàniament en paral·lel. Al llarg de la major part de la història dels ordinadors personals, les dades s'han transferit a través de ports sèrie a dispositius com ara mòdems, terminals, diversos perifèrics i directament entre ordinadors.
Mentre que les interfícies com Ethernet, FireWire i USB també envien dades com a flux sèrie, el terme port sèrie sol indicar el maquinari compatible amb RS-232 o un estàndard relacionat, com ara RS-485 o RS-422.

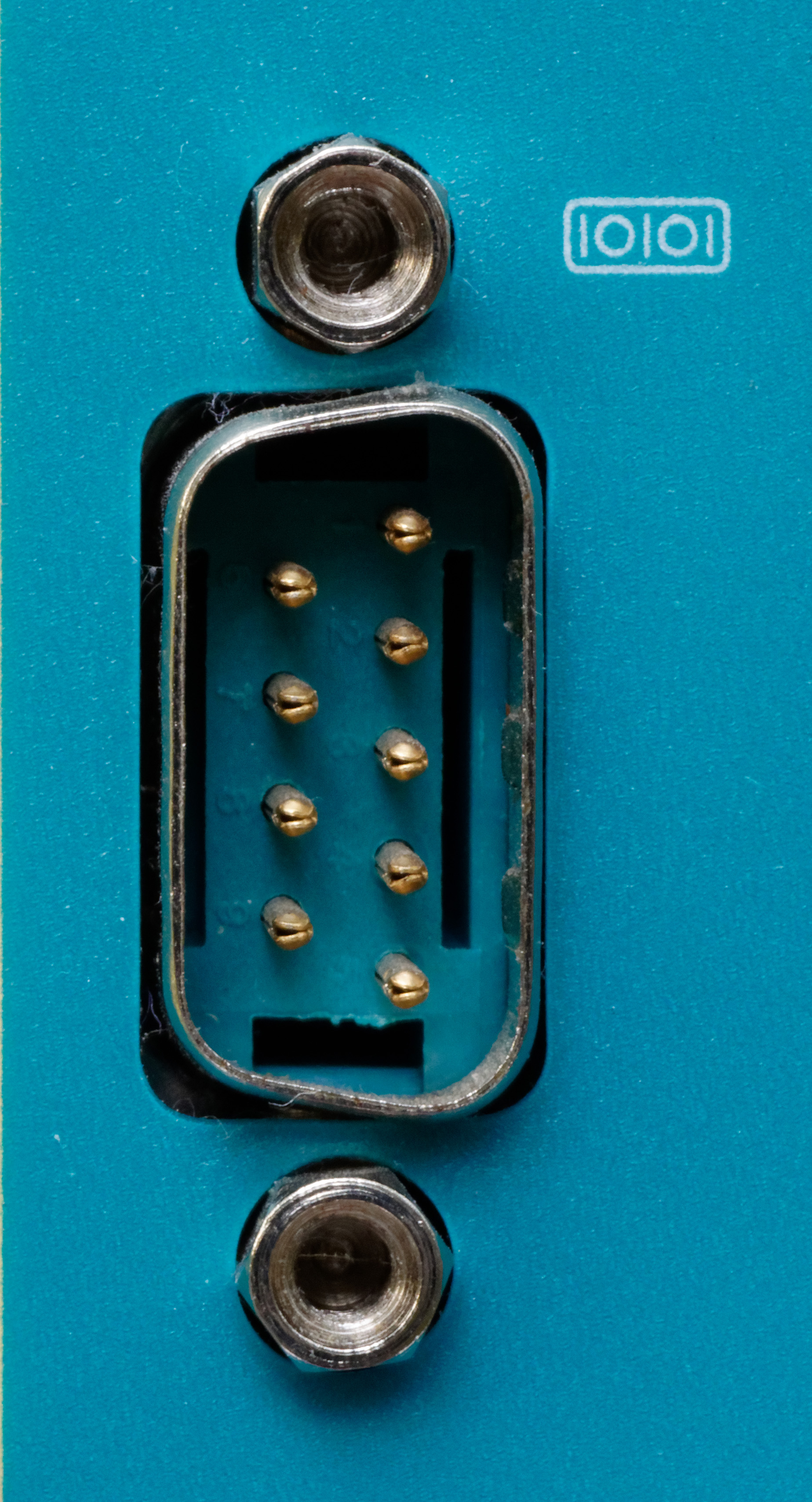
Un connector D-subminiatura "mascle" utilitzat per a un port sèrie en un ordinador compatible amb IBM PC juntament amb el símbol del port sèrie

Els ordinadors personals (PC) moderns han substituït en gran manera els ports sèrie per estàndards de velocitat més alta, principalment USB. No obstant això, els ports sèrie encara s'utilitzen amb freqüència en aplicacions que exigeixen interfícies senzilles i de baixa velocitat, com ara sistemes d'automatització industrial, instruments científics, sistemes de punt de venda i alguns productes industrials i de consum.
Els ordinadors servidor poden utilitzar un port sèrie com a consola de control per al diagnòstic, mentre que el maquinari de xarxa (com ara encaminadors i commutadors) utilitzen habitualment ports de consola sèrie per a la configuració, el diagnòstic i l'accés al manteniment d'emergència. Per connectar amb aquests i altres dispositius, els convertidors d'USB a sèrie poden afegir de manera ràpida i senzilla un port sèrie a un ordinador modern.

## Targeta sèrie síncrona

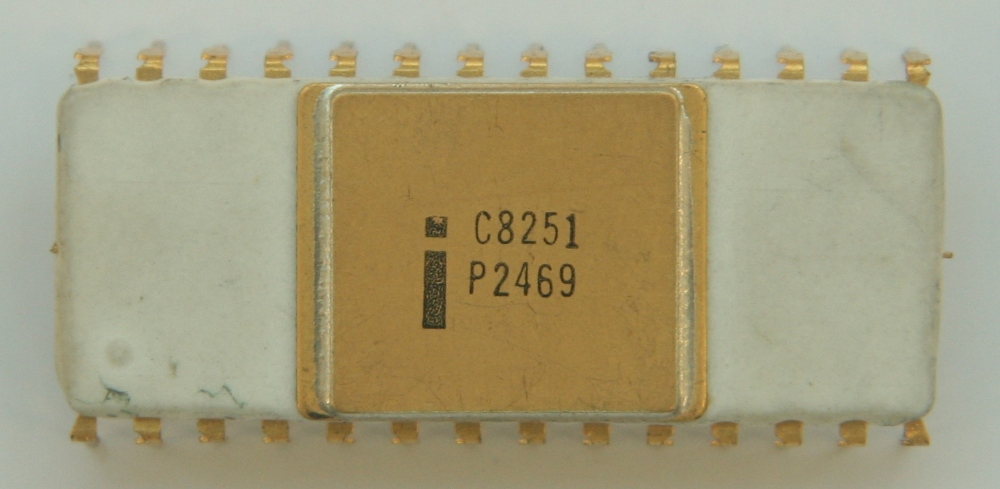
Intel C8251

Els dispositius moderns utilitzen un circuit integrat anomenat Intel 8251 per implementar un port sèrie síncron. Aquest xip converteix caràcters "cap a i des de" l'ordinador en un format sèrie síncron, implementant el temps i l'enquadrament de les dades especificats pel protocol sèrie síncron a l'ordinador, que ha de tenir un programa especial, amb un driver que gestioni la targeta amb un buffer circular que l'ompli a partir de l'IRQ4 o el que se li assigni. A l'IBM PC alguns fabricants entre ells IBM en el seu van implementar targetes amb un port sèrie síncron, IBM per al seu IBM PC 3270 que emulava els terminals IBM 3270 (els seus populars terminals de mainframe) o Bull per poder emular les Pantalles VIP. Normalment els diferents fabricants utilitzaven l'esmentat xip Intel 8251 o els seus clònics USART 8251. El xip USART 8251 es va popularitzar com a port síncron a l'ordinador personal d'IBM, tot i que per a millors prestacions calia un Zilog SCC, que permet protocols de capa d'enllaç de dades com Bisync, HDLC i SDLC o fins i tot era la base la xarxa local Appletalk del Macintosh.

## Targeta sèrie asíncrona
Els dispositius moderns utilitzen un circuit integrat anomenat UART per implementar un port sèrie asíncron. Aquest xip converteix caràcters "cap a i des de" la forma sèrie asíncrona, implementant el temps i l'enquadrament de les dades especificats pel protocol sèrie al maquinari. L'IBM PC implementa els seus ports sèrie asíncrons, quan n'hi ha, amb un o més UART 8250.
Els sistemes de molt baix cost, com ara alguns ordinadors domèstics primerencs, utilitzarien la CPU per enviar les dades a través d'un pin de sortida, utilitzant la tècnica de bits . Aquests primers ordinadors domèstics sovint tenien ports sèrie propietaris amb pinouts i nivells de tensió incompatibles amb RS-232.
Abans que la integració a gran escala (LSI) fes comuns els UART, els ports sèrie s'utilitzaven habitualment en mainframes i miniordinadors, que tindrien múltiples circuits integrats a petita escala per implementar registres de desplaçament, portes lògiques, comptadors i tota la lògica necessària. A mesura que els ordinadors van evolucionar, els ports sèrie es van incloure al xip Super I/O i després al conjunt de xips.

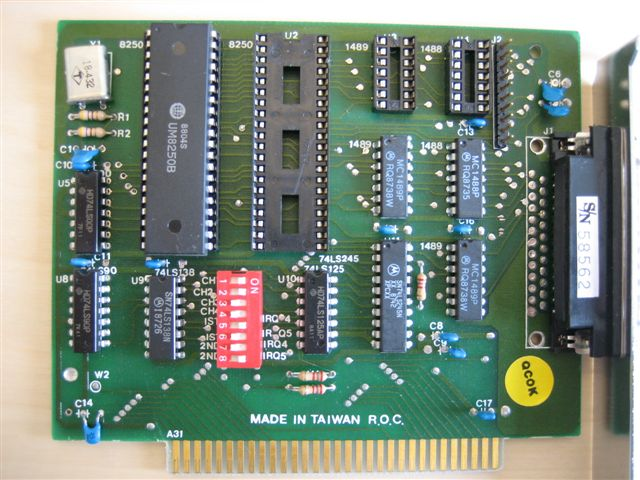
Una targeta sèrie de l'IBM PC amb connector de 25 pins (targeta ISA de 8 bits obsoleta)
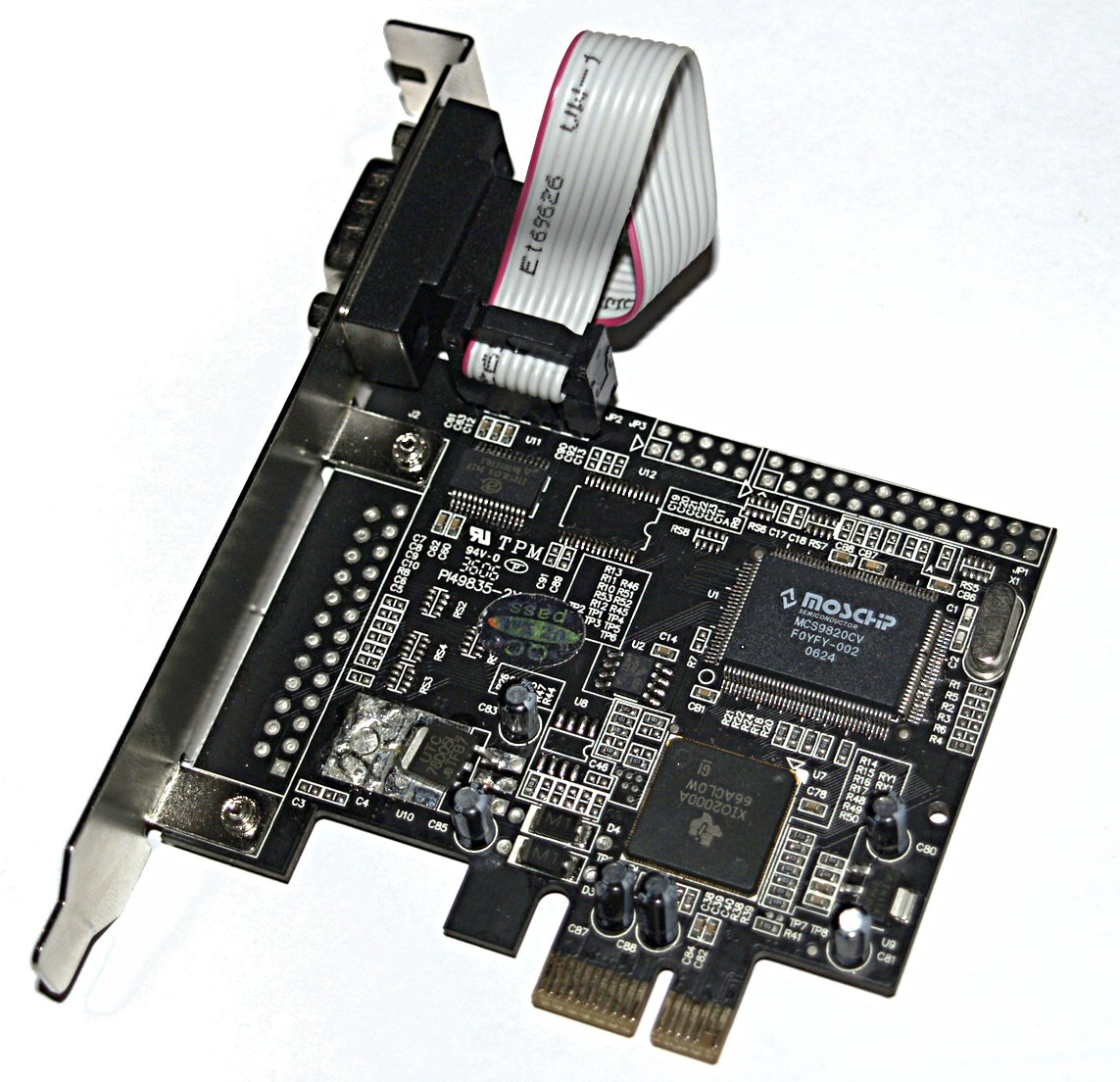
Una targeta PCI Express ×1 amb 5 ports sèrie
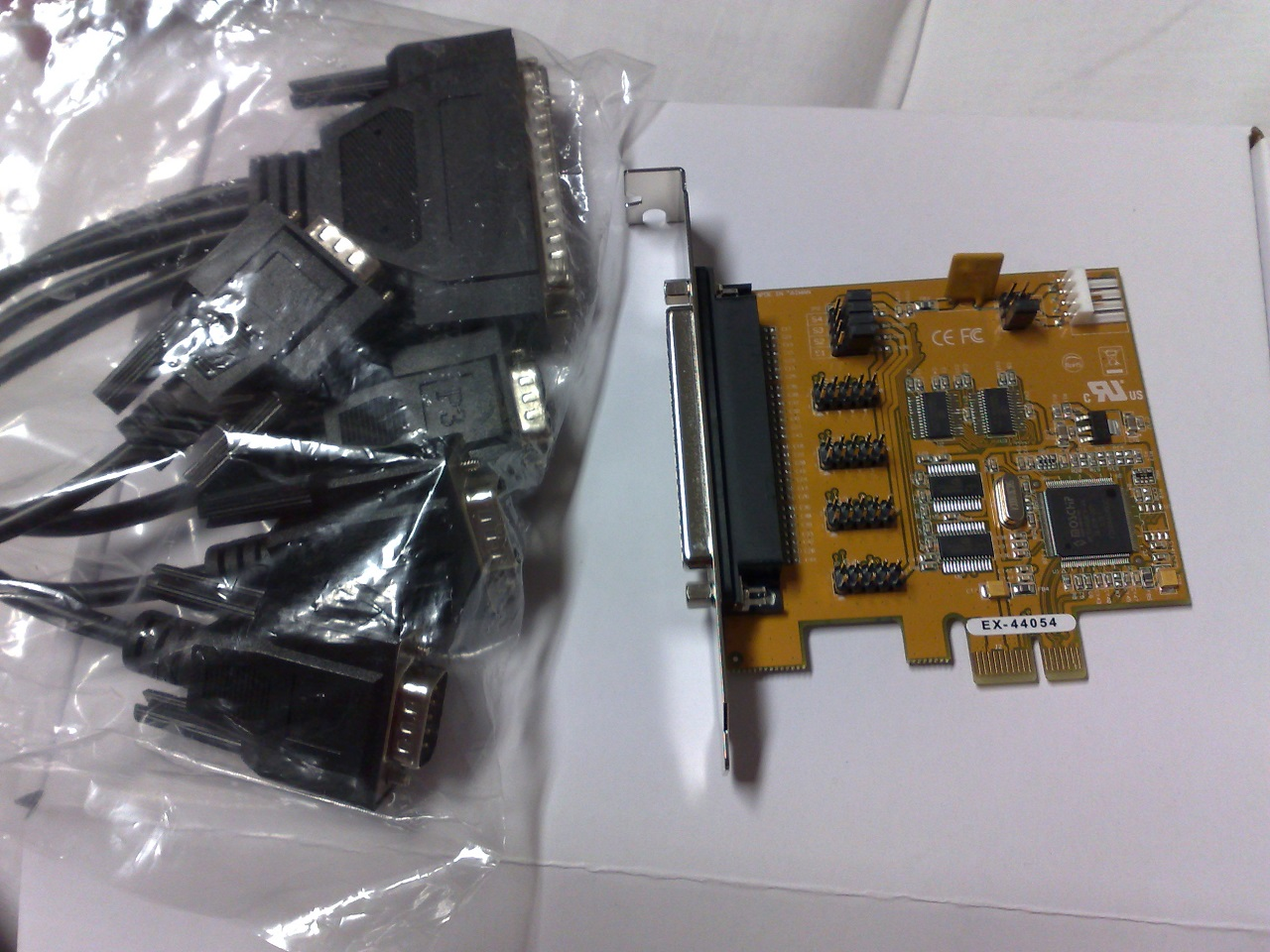
Una targeta d'expansió PCI Express ×232 de quatre ports sèrie (RS-1) amb un cable de pop que trenca el connector DC-37 de la targeta en quatre connectors DB-9 estàndard
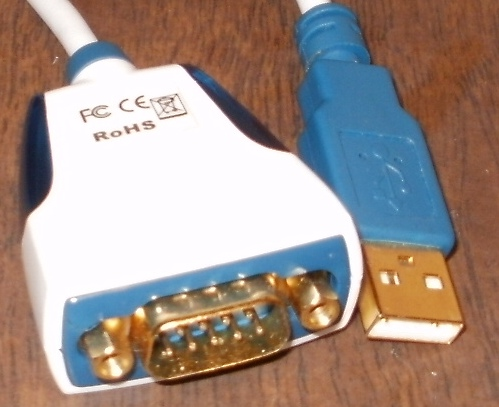
Un convertidor d'USB a un port sèrie compatible amb RS-232: més que una transició física, requereix un controlador al programari del sistema amfitrió i un processador integrat per emular les funcions del maquinari del port sèrie compatible amb l'IBM XT.
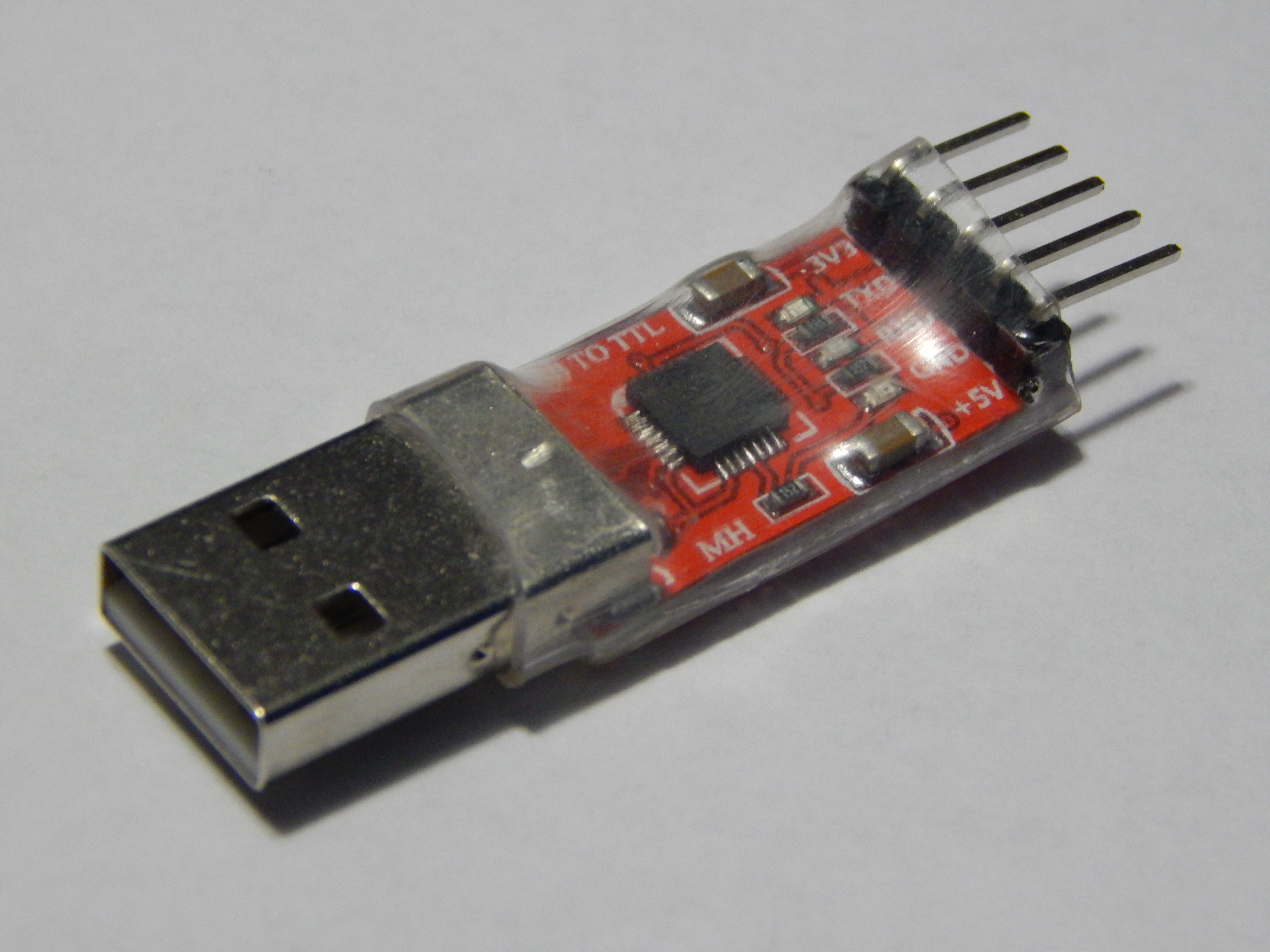
Adaptador UART a USB

### DTE i DCE

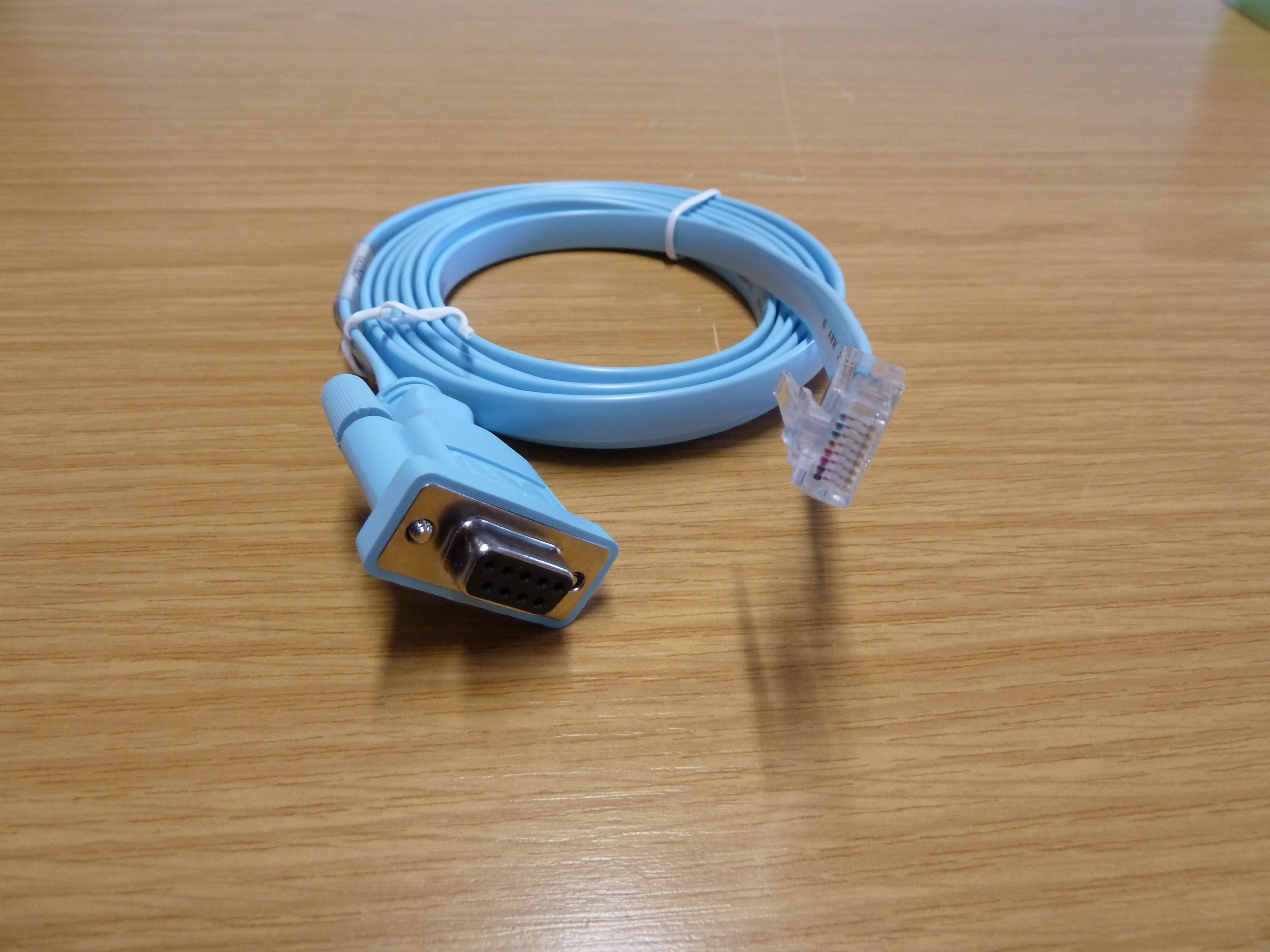
Un cable de transmissió de Cisco que utilitza l'estàndard 8P8C Yost

Els senyals individuals d'un port sèrie són unidireccionals i quan es connecten dos dispositius, les sortides d'un dispositiu s'han de connectar a les entrades de l'altre. Els dispositius es divideixen en dues categories: equips terminals de dades (DTE) i equips de terminació de circuits de dades (DCE). Una línia que és una sortida en un dispositiu DTE és una entrada en un dispositiu DCE i viceversa, de manera que un dispositiu DCE es pot connectar a un dispositiu DTE amb un cable recte, en el qual cada pin d'un extrem va al mateix numerat. pin a l'altre extrem.
Convencionalment, els ordinadors i terminals són DTE, mentre que els perifèrics com els mòdems són DCE. Si és necessari connectar dos dispositius DTE (o DCE) junts, s'ha d'utilitzar un cable amb línies TX i RX invertides, conegut com a cable de mòdem creuat, roll-over o nul.

### Gènere

Connector RS-232 (variant D-Sub DB-25)

En general, els connectors del port sèrie tenen el gènere, només permetent que els connectors s'acoblen amb un connector del gènere oposat. Amb els connectors subminiatura D, els connectors "mascle" tenen pins que sobresurten i els connectors "femella" tenen els endolls rodons corresponents. Qualsevol tipus de connector es pot muntar a un equip o un panell; o finalitzar un cable.

És probable que els connectors muntats a DTE siguin "mascle" i els que es munten a DCE probablement siguin "femella" (amb els connectors del cable són el contrari). Tanmateix, això està lluny de ser universal; per exemple, la majoria de les impressores en sèrie tenen un connector DB25 femella, però són DTE. En aquesta circumstància, es poden utilitzar els connectors de gènere adequats del cable o un canviador de gènere per corregir la discrepància.

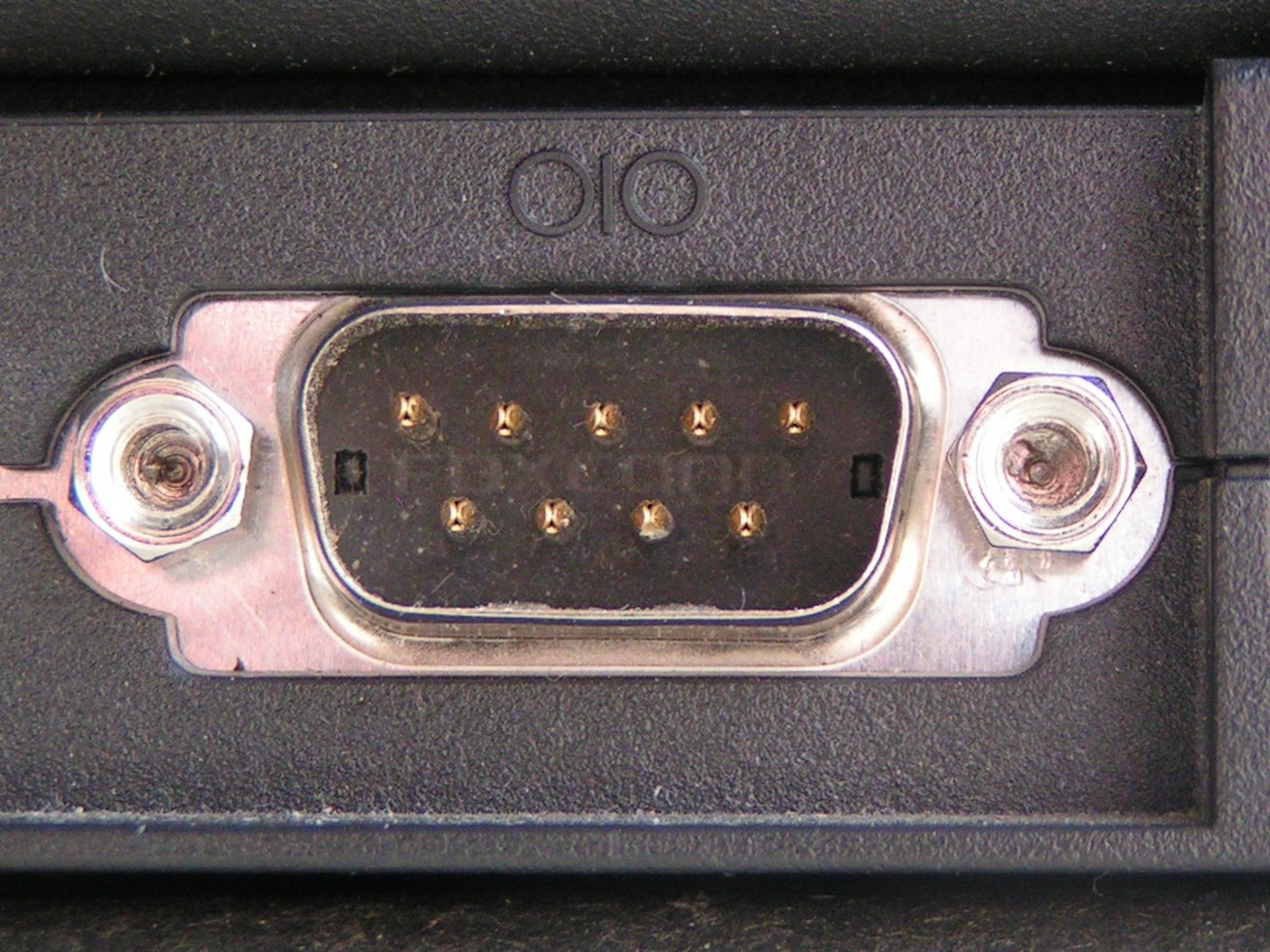
Un connector "mascle" de tipus DE (9 contactes) utilitzat als ordinadors

### Connectors
L'únic connector especificat a l'estàndard RS-232 original era el subminiatura D de 25 pins, però s'han utilitzat molts altres connectors per estalviar diners o estalviar espai físic, entre altres motius. En particular, com que molts dispositius no utilitzen tots els 20 senyals que defineixen l'estàndard, sovint s'utilitzen connectors amb menys pins. Tot i que segueixen exemples específics, s'han utilitzat innombrables altres connectors per a connexions RS-232.

Connector mini-DIN-8 "mascle" que s'utilitza com connector del port sèrie RS-422 als computadors Macintosh.

El connector DE-9 de 9 pins ha estat utilitzat per la majoria d'ordinadors compatibles amb IBM des de l'opció d'adaptador sèrie/paral·lel per a l'PC-AT, on el connector de 9 pins permetia cabre un port sèrie i paral·lel a la mateixa targeta. Aquest connector ha estat estandarditzat per a RS-232 com a TIA-574.

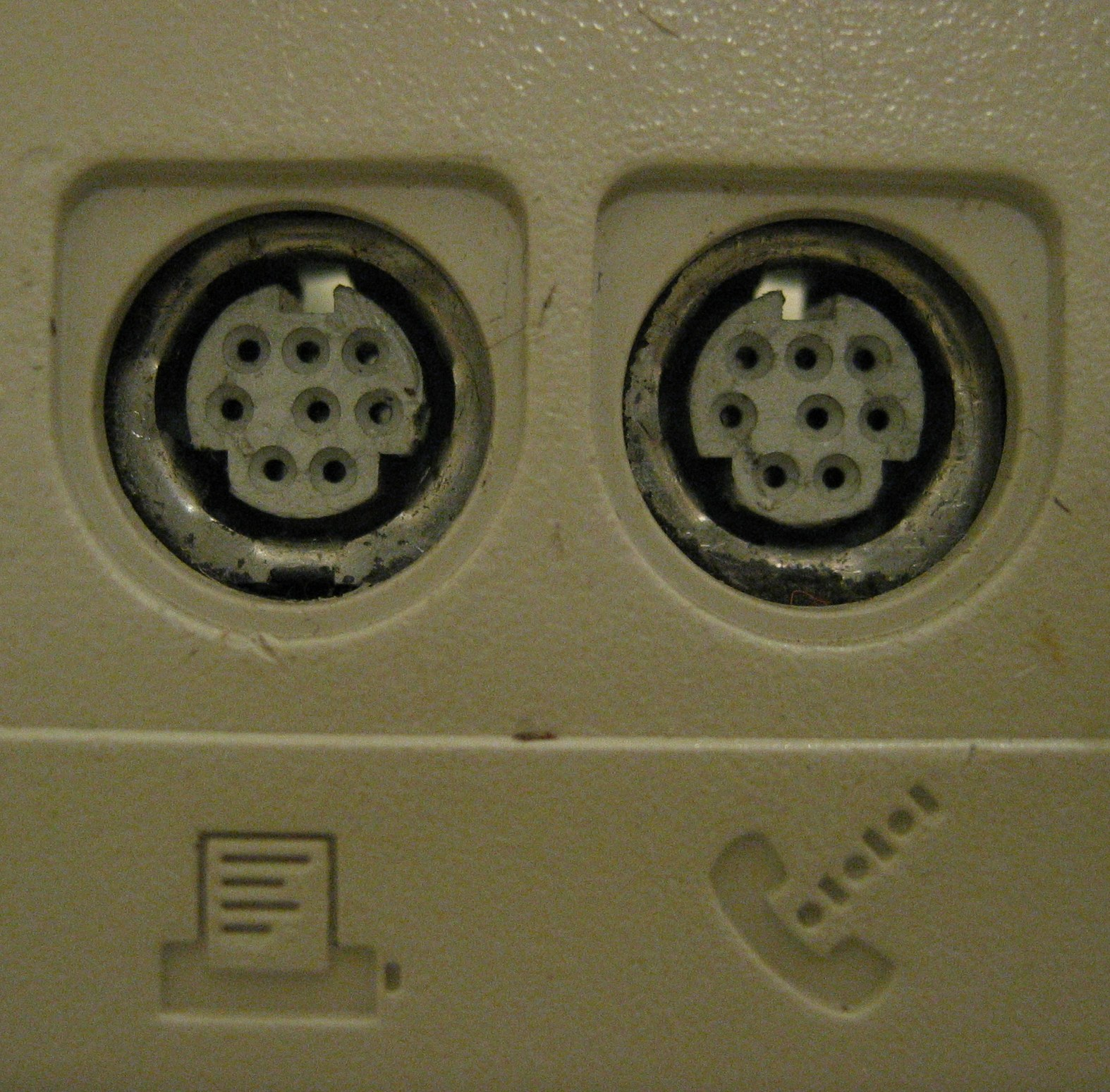
Parell de connectors Mini DIN-8 femella utilitzats com ports sèrie RS-422 en un ordinador Macintosh LC

Alguns aparells electrònics miniaturitzats, especialment calculadores gràfiques i equips de ràdio d'aficionats i bidireccionals portàtils, tenen ports sèrie que utilitzen un connector de telèfon, normalment el més petit de 2,5 o 3,5. connectors de mm i la interfície de 3 fils més bàsica: transmissió, recepció i terra.
Els connectors 8P8C també s'utilitzen en molts dispositius. L'estàndard EIA/TIA-561 defineix un pinout mitjançant aquest connector, mentre que el cable rollover (o estàndard Yost) s'utilitza habitualment en ordinadors Unix i dispositius de xarxa, com ara equips de Cisco Systems.
Molts models de Macintosh afavoreixen l'estàndard RS-422 relacionat, la majoria utilitzant connectors circulars mini-DIN. El Macintosh incloïa un conjunt estàndard de dos ports per a la connexió a una impressora i un mòdem, però alguns ordinadors portàtils PowerBook només tenien un port combinat per estalviar espai.
Els connectors 10P10C es poden trobar en alguns dispositius.
Un altre connector comú és una capçalera de 10 × 2 pins comuna a les plaques base i les targetes complementàries que normalment es converteix mitjançant un cable de cinta al connector DE-9 de 9 pins més estàndard (i sovint es munta en una placa de ranura lliure o una altra part de l'habitatge).

### Pinouts
La taula següent enumera els senyals RS-232 d'ús habitual i les assignacions de pins:
| Senyal              | Senyal      | Senyal      | Direcció | Direcció | Pin del connector | Pin del connector | Pin del connector | Pin del connector | Pin del connector | Pin del connector | Pin del connector | Pin del connector | Pin del connector    | Pin del connector | Pin del connector |
| Nom                 | circuitV.24 | Abreviatura | DTE      | DCE      | DB-25             | DE-9 (TIA-574)    | MMJ               | 8P8C ("RJ45")     | 8P8C ("RJ45")     | 8P8C ("RJ45")     | 8P8C ("RJ45")     | 8P8C ("RJ45")     | 10P10C ("RJ50")      | 10P10C ("RJ50")   | 10P10C ("RJ50")   |
| Nom                 | circuitV.24 | Abreviatura | DTE      | DCE      | DB-25             | DE-9 (TIA-574)    | MMJ               | EIA/TIA-561       | (DTE)             | (DCE)             | Cyclades          | Opció digital     | National Instruments | Cyclades          | Digi              |
| ------------------- | ----------- | ----------- | -------- | -------- | ----------------- | ----------------- | ----------------- | ----------------- | ----------------- | ----------------- | ----------------- | ----------------- | -------------------- | ----------------- | ----------------- |
| Transmitted Data    | 103         | TxD         | Out      | In       | 2                 | 3                 | 2                 | 6                 | 6                 | 3                 | 3                 | 4                 | 8                    | 4                 | 5                 |
| Received Data       | 104         | RxD         | In       | Out      | 3                 | 2                 | 5                 | 5                 | 3                 | 6                 | 6                 | 5                 | 9                    | 7                 | 6                 |
| Data Terminal Ready | 108/2       | DTR         | Out      | In       | 20                | 4                 | 1                 | 3                 | 7                 | 2                 | 2                 | 8                 | 7                    | 3                 | 9                 |
| Data Carrier Detect | 109         | DCD         | In       | Out      | 8                 | 1                 | N/D               | 2                 | 2                 | 7                 | 7                 | 1                 | 10                   | 8                 | 10                |
| Data Set Ready      | 107         | DSR         | In       | Out      | 6                 | 6                 | 6                 | 1                 | 2                 | N/D               | 8                 | N/D               | 5                    | 9                 | 2                 |
| Ring Indicator      | 125         | RI          | In       | Out      | 22                | 9                 | N/D               | 1                 | N/D               | N/D               | N/D               | N/D               | 2                    | 10                | 1                 |
| Request To Send     | 105         | RTS         | Out      | In       | 4                 | 7                 | N/D               | 8                 | 8                 | 1                 | 1                 | 2                 | 4                    | 2                 | 3                 |
| Clear To Send       | 106         | CTS         | In       | Out      | 5                 | 8                 | N/D               | 7                 | 1                 | 8                 | 5                 | 7                 | 3                    | 6                 | 8                 |
| Signal Ground       | 102         | G           | Comú     | Comú     | 7                 | 5                 | 3, 4              | 4                 | 4, 5              | 4, 5              | 4                 | 6                 | 6                    | 5                 | 7                 |
| Protective Ground   | 101         | PG          | Comú     | Comú     | 1                 | N/D               | N/D               | N/D               | N/D               | N/D               | N/D               | 3                 | N/D                  | 1                 | 4                 |

Signal Ground és un retorn comú per a les altres connexions; apareix en dos pins a l'estàndard Yost, però és el mateix senyal. El connector DB-25 inclou una segona massa protectora al pin 1, que està pensada per ser connectada per cada dispositiu a la seva pròpia terra de marc o similar. Connectar la terra de protecció a la terra de senyal és una pràctica habitual però no recomanada.
Tingueu en compte que l'EIA/TIA 561 combina DSR i RI, i l'estàndard Yost combina DSR i DCD.

### Abstracció de maquinari
Els sistemes operatius solen crear noms simbòlics per als ports sèrie d'un ordinador, en lloc de requerir que els programes els facin referència per adreça de maquinari.
Els sistemes operatius semblants a Unix solen etiquetar els dispositius de port sèrie/dev/tty* . TTY és una abreviatura comuna sense marques comercials per a teletype, un dispositiu connectat habitualment als ports sèrie dels primers ordinadors i* representa una cadena que identifica el port específic; la sintaxi d'aquesta cadena depèn del sistema operatiu i del dispositiu. A Linux, s'anomenen els ports sèrie de maquinari 8250/16550 UART/dev/ttyS*, els adaptadors USB apareixen com a/dev/ttyUSB* i diversos tipus de ports sèrie virtuals no tenen necessàriament noms que comencen pertty .
Els entorns DOS i Windows es refereixen als ports sèrie com a ports COM : COM1, COM2,..etc.

## Aplicacions habituals pels ports sèrie
Aquesta llista inclou alguns dels dispositius més comuns connectats al port sèrie d'un ordinador. Alguns d'aquests, com ara mòdems i ratolins en sèrie, estan caient en desús, mentre que d'altres estan fàcilment disponibles. Els ports sèrie són molt comuns a la majoria dels tipus de microcontroladors, on es poden utilitzar per comunicar-se amb un ordinador o altres dispositius sèrie.
- Mòdems d'accés telefònic
- Configuració i gestió d'equips de xarxa com encaminadors, commutadors, tallafocs, equilibradors de càrrega
- Receptors GPS (normalment NMEA 0183 a 4.800 bit/s)
- Escàners de codi de barres i altres dispositius de punt de venda
- Displays de text LED i LCD
- Telèfons per satèl·lit, mòdems per satèl·lit de baixa velocitat i altres dispositius transceptors basats en satèl·lit
- Pantalles de pantalla plana per controlar les funcions de la pantalla mitjançant un ordinador extern, altres components AV o comandaments a distància
- Equips de prova i mesura com ara multímetres digitals i sistemes de pesatge
- Actualització del firmware en diversos dispositius de consum
- Controladors CNC
- Gestió de la font d'alimentació ininterrompuda i informes d'estat
- Màquines de taquigrafia o estenotip
- Depuradors de programes que s'executen en un segon ordinador
- Interfície de consola o depurador a taulers de desenvolupament o avaluació de microprocessadors
- Autobusos de camp industrials
- Impressores
- Terminal informàtic, teletip
- Xarxa (Macintosh AppleTalk utilitzant RS-422 a 230,4 kbit/s)
- Ratolí sèrie

Atès que els senyals de control d'un port sèrie es poden controlar amb qualsevol senyal digital, algunes aplicacions utilitzaven les línies de control d'un port sèrie per controlar dispositius externs, sense intercanviar dades sèrie. Una aplicació comercial comuna d'aquest principi va ser per a alguns models de font d'alimentació ininterrompuda que utilitzaven les línies de control per senyalitzar pèrdua d'energia, bateria baixa i altra informació d'estat. Almenys alguns programaris d'entrenament en codi Morse utilitzaven una clau de codi connectada al port sèrie per simular l'ús real del codi; els bits d'estat del port sèrie es podrien mostrejar molt ràpidament i en moments previsibles, fent possible que el programes desxifra el codi Morse.
Els ratolins d'ordinador en sèrie poden extreure la seva potència operativa de les dades rebudes o dels senyals de control.

## Configuració
| Velocitat de bits (bit/s) | Temps per bit (μs) | Velocitat del port sèrie predefinida de Windows | Aplicacions habituals                                                                                 |
| ------------------------- | ------------------ | ----------------------------------------------- | --- |
| 75                        | 13333.3            | Sí                                              | |
| 110                       | 9090.9             | Sí                                              | Mòdem Bell 101                                                                                        |
| 134,5                     | 7434,9             | Sí                                              | |
| 150                       | 6666.6             | Sí                                              | |
| 300                       | 3333.3             | Sí                                              | Mòdem Bell 103 o mòdem V.21                                                                           |
| 600                       | 1666,7             | Sí                                              | |
| 1.200                     | 833,3              | Sí                                              | Mòdem Bell 202, Bell 212A o V.22                                                                      |
| 1.800                     | 555,6              | Sí                                              | |
| 2.400                     | 416,7              | Sí                                              | Mòdem V.22bis                                                                                         |
| 4.800                     | 208.3              | Sí                                              | Mòdem V.27ter                                                                                         |
| 7.200                     | 138,9              | Sí                                              | |
| 9.600                     | 104.2              | Sí                                              | Mòdem V.32                                                                                            |
| 14.400                    | 69.4               | Sí                                              | Mòdem V.32bis                                                                                         |
| 19.200                    | 52.1               | Sí                                              | |
| 31.250                    | 32                 | No                                              | Port MIDI                                                                                             |
| 38.400                    | 26.0               | Sí                                              | |
| 56.000                    | 17.9               | Sí                                              | Mòdem V.90 / V.92                                                                                     |
| 57.600                    | 17.4               | Sí                                              | Mòdem V.32bis amb compressió V.42bis                                                                  |
| 76.800                    | 13.0               | No                                              | Xarxes BACnet MS/TP                                                                                   |
| 115.200                   | 8,68               | Sí                                              | Mòdem V.34 amb compressió V.42bis, mòdem V.90 / V.92 sèrie de baix cost amb compressió V.42bis o V.44 |
| 128.000                   | 7,81               | Sí                                              | Adaptador de terminal ISDN d'interfície de tarifa bàsica                                              |
| 230.400                   | 4.34               | No                                              | LocalTalk, mòdem sèrie V.90 / V.92 de gamma alta amb compressió V.42bis o V.44                        |
| 250.000                   | 4.0                | No                                              | DMX512, xarxa d'efectes i il·luminació escènica                                                       |
| 256.000                   | 3,91               | Sí                                              | |

Els estàndards sèrie proporcionen moltes velocitats de funcionament diferents, així com ajustos al protocol per tenir en compte les diferents condicions de funcionament. Les opcions més conegudes són la velocitat, el nombre de bits de dades per caràcter, la paritat i el nombre de bits de parada per caràcter.
En els ports sèrie moderns que utilitzen un circuit integrat UART, tots aquests paràmetres es poden controlar mitjançant programari. El maquinari de la dècada de 1980 i anteriors pot requerir la configuració d'interruptors o ponts en una placa de circuit.
La configuració dels ports sèrie dissenyats per connectar-se a un ordinador s'ha convertit en un estàndard de facto, normalment indicat com 9600/8-N-1 .

### Velocitat
Els ports sèrie utilitzen senyalització de dos nivells (binaris), de manera que la velocitat de dades en bits per segon és igual a la velocitat de símbol en bauds. La velocitat total inclou bits per a l'enquadrament (bits de parada, paritat, etc.) i, per tant, la velocitat de dades efectiva és inferior a la velocitat de transmissió de bits. Per exemple, amb l'enquadrament de caràcters 8-N-1, només el 80% dels bits estan disponibles per a les dades; per cada vuit bits de dades, s'envien dos bits d'enquadrament més.
Una sèrie estàndard de tarifes es basa en múltiples de les tarifes per a teleimpressores electromecàniques; alguns ports sèrie permeten seleccionar moltes taxes arbitràries, però les velocitats dels dos costats de la connexió han de coincidir perquè les dades es rebin correctament. Les taxes de bits admeses habitualment inclouen 75, 110, 300, 1200, 2400, 4800, 9600, 19200, 38400, 57600 i 115200 bit/s. Moltes d'aquestes velocitats de baudis de mòdem estàndard són múltiples de 0,9 kbps (p. ex., 19200, 38400, 76800) o 1,2 kbps (p. ex., 57600, 115200). Oscil·ladors de cristall amb una freqüència d'1,843200 MHz es venen específicament per a aquest propòsit. Aquesta és 16 vegades la velocitat de bits més ràpida, i el circuit del port sèrie pot dividir-la fàcilment a freqüències més baixes segons sigui necessari.
La capacitat d'establir una velocitat de bits no implica que es produeixi una connexió que funcioni. No totes les taxes de bits són possibles amb tots els ports sèrie. Alguns protocols de propòsit especial com el MIDI per al control d'instruments musicals utilitzen velocitats de dades en sèrie diferents dels estàndards de teleimpressora. Algunes implementacions de port sèrie poden triar automàticament una velocitat de bits observant el que envia un dispositiu connectat i sincronitzant-hi.

### Bits de dades
El nombre de bits de dades en cada caràcter pot ser 5 (per al codi Baudot), 6 (poques vegades utilitzat), 7 (per a ASCII veritable), 8 (per a la majoria de tipus de dades, ja que aquesta mida coincideix amb la mida d'un byte) o 9 (poques vegades utilitzat). 8 bits de dades s'utilitzen gairebé universalment en aplicacions més noves. En general, els 5 o 7 bits només tenen sentit amb equips més antics, com ara teleimpressores.
La majoria dels dissenys de comunicacions en sèrie envien primer els bits de dades dins de cada byte el bit menys significatiu . També és possible, però rarament utilitzat, és el bit més significatiu primer; això va ser utilitzat, per exemple, pel terminal d'impressió IBM 2741 . L'ordre dels bits no sol ser configurable dins de la interfície del port sèrie, però el defineix el sistema host. Per comunicar-se amb sistemes que requereixen una ordenació de bits diferent a la predeterminada local, el programes local pot reordenar els bits dins de cada byte just abans d'enviar i just després de rebre.

### Paritat
La paritat és un mètode per detectar errors en la transmissió. Quan s'utilitza la paritat amb un port sèrie, s'envia un bit de dades addicional amb cada caràcter de dades, disposat de manera que el nombre d'1 bit a cada caràcter, inclòs el bit de paritat, sempre sigui imparell o sempre parell. Si es rep un byte amb el nombre incorrecte d'1s, s'ha d'haver malmès. La paritat correcta no indica necessàriament l'absència de corrupció, ja que una transmissió danyada amb un nombre parell d'errors passarà la comprovació de paritat. Un únic bit de paritat no permet la implementació de la correcció d'errors a cada caràcter, i els protocols de comunicació que funcionen mitjançant enllaços de dades en sèrie solen tenir mecanismes de nivell superior per garantir la validesa de les dades i sol·licitar la retransmissió de les dades que s'han rebut incorrectament.
El bit de paritat de cada caràcter es pot establir en un dels següents:
- Cap (N) significa que no s'envia cap bit de paritat i la transmissió s'escurça.
- Impar (O) significa que el bit de paritat s'estableix de manera que el nombre d'1 bit és senar.
- Parell (E) significa que el bit de paritat s'estableix de manera que el nombre d'1 bit sigui parell.
- La paritat de marca (M) significa que el bit de paritat sempre s'estableix en la condició de senyal de marca (valor d'1 bit).
- La paritat d'espai (S) sempre envia el bit de paritat en la condició de senyal d'espai (valor de bit 0).

A part de les aplicacions poc habituals que utilitzen l'últim bit (normalment el 9è) per a alguna forma d'adreçament o senyalització especial, la paritat de marques o espais és poc freqüent, ja que no afegeix informació de detecció d'errors.
La paritat senar és més útil que la paritat, ja que garanteix que es produeixi almenys una transició d'estat a cada caràcter, la qual cosa la fa més fiable per detectar errors com els que podrien ser causats per desajustos de velocitat del port sèrie. La configuració de paritat més habitual, però, és cap, amb la detecció d'errors gestionada per un protocol de comunicació.
Per permetre la detecció de missatges danyats pel soroll de línia, es van disposar teleimpressores electromecàniques per imprimir un caràcter especial quan les dades rebudes contenien un error de paritat.

### Stop bits
Els bits d'aturada enviats al final de cada caràcter permeten al maquinari del senyal receptor detectar el final d'un caràcter i tornar a sincronitzar-se amb el flux de caràcters. Els dispositius electrònics solen utilitzar un bit de parada. Si s'utilitzen teleimpressores electromecàniques lentes, poden ser necessaris un bit i mig o dos bits de parada.

### Notació convencional
La notació convencional de dades/paritat/parada (D/P/S) especifica l'enquadrament d'una connexió en sèrie. L'ús més comú en microordinadors és 8/N/1 (8N1). Això especifica 8 bits de dades, sense paritat, 1 bit de parada. En aquesta notació, el bit de paritat no s'inclou als bits de dades. 7/E/1 (7E1) significa que s'afegeix un bit de paritat parell als 7 bits de dades per a un total de 8 bits entre els bits d'inici i de parada.

### Control de flux
El control de flux s'utilitza en circumstàncies en què un transmissor pot enviar dades més ràpid del que el receptor és capaç de processar-les. Per fer front a això, les línies en sèrie sovint incorporen un mètode d'encaix . Hi ha mètodes d'enllaç físic i de programes .
L'enllaç físic es fa amb senyals addicionals, sovint els circuits de senyal RS-232 RTS/CTS o DTR/DSR. RTS i CTS s'utilitzen per controlar el flux de dades, senyalitzant, per exemple, quan un buffer està gairebé ple. D'acord amb l'estàndard RS-232 i els seus successors, DTR i DSR s'utilitzen per indicar que l'equip està present i encès, de manera que solen afirmar-se en tot moment. Tanmateix, existeixen implementacions no estàndard, per exemple, impressores que utilitzen DTR com a control de flux.
L'enllaç entre programes es fa, per exemple, amb caràcters de control ASCII XON/XOFF per controlar el flux de dades. Els caràcters XON i XOFF els envia el receptor a l'emissor per controlar quan aquest enviarà les dades, és a dir, aquests caràcters van en sentit contrari a les dades que s'envien. El sistema s'inicia en l'estat d'enviament permès . Quan els buffers del receptor s'acosten a la capacitat, el receptor envia el caràcter XOFF per dir-li a l'emissor que deixi d'enviar dades. Més tard, després que el receptor hagi buidat els seus buffers, envia un caràcter XON per dir a l'emissor que reprèn la transmissió. És un exemple de senyalització en banda, on la informació de control s'envia pel mateix canal que les seves dades.
L'avantatge de l'enllaç de maquinari és que pot ser extremadament ràpid, funciona independentment del significat imposat com ASCII a les dades transferides i és sense estat . El seu desavantatge és que requereix més maquinari i cablejat, i els dos extrems de la connexió han de suportar el protocol de connexió de maquinari utilitzat.
L'avantatge de l'enllaç de programes és que es pot fer amb circuits i cablejats de maquinari absents o incompatibles. El desavantatge, comú a tota la senyalització de control dins de la banda, és que introdueix complexitats per garantir que els missatges de control passen fins i tot quan els missatges de dades estan bloquejats, i les dades mai es poden confondre amb senyals de control. El primer es tracta normalment pel sistema operatiu o el controlador del dispositiu; aquest últim normalment assegurant que els codis de control s'escapen (com en el protocol Kermit) o s'ometen per disseny (com en el control de terminal ANSI).
Si no s'utilitza cap encaix de mans, un receptor d'excés pot simplement no rebre dades del transmissor. Els enfocaments per evitar-ho inclouen reduir la velocitat de la connexió perquè el receptor sempre pugui mantenir-se al dia, augmentar la mida de les memòries intermèdies perquè pugui mantenir-se al ritme mitjana durant un temps més llarg, utilitzar retards després d'operacions que requereixen temps (per exemple, en termcap ) o emprar un mecanisme per tornar a enviar dades que no s'han rebut correctament (p. ex TCP).